# En hand i himlen (musikalbum)
En hand i himlen är singer-songwritern Jonathan Johanssons andra studioalbum, släppt den 9 februari 2009 genom skivbolaget Hybris.
Albumet blev både Grammis- och P3 Guld-nomierat 2010 (Årets nykomling / Årets artist).

## Låtlista
1. "En hand i himlen"
2. "Innan vi faller"
3. "Högsta taket, högsta våningen"
4. "Alla vill ha hela världen"
5. "Aldrig ensam"
6. "Sent för oss"
7. "Du sa"
8. "Efter skimret, efter snön"
9. "Säg vad ni vill"
10. "Psalm noll noll"